# Біївецька сільська рада
| Біївецька сільська рада — колишній орган місцевого самоврядування у Богуславському районі Київської області з адміністративним центром у с. Біївці. Водоймища на території, підпорядкованій даній раді: Біївка. Сільській раді були підпорядковані населені пункти: - с. Біївці |

## Склад ради
Рада складалася з 12 депутатів та голови.

### Керівний склад ради
| ПІБ                           | Основні відомості                                                 | Дата обрання | Дата звільнення |
| ----------------------------- | ----------------------------------------------------------------- | ------------ | --------------- |
| Васільєва Ірина Олександрівна | Сільський голова, 1959 року народження, освіта                    | 26.03.2006   | 02.02.2010      |
| Павленко Михайло Іванович     | Сільський голова, 1978 року народження, освіта вища, безпартійний | 10.11.2015   |                 |
| Даценко Анатолій Петрович     | Сільський голова, 1967 року народження, освіта, безпартійний      | 20.06.2010   | 31.10.2010      |
| Даценко Анатолій Петрович     | Сільський голова, 1967 року народження, освіта вища, безпартійний | 31.10.2010   | 10.11.2015      |

Примітка: таблиця складена за даними джерела